# Zdzisław Błaszczyk
Zdzisław Stanisław Błaszczyk (ur. 8 sierpnia 1969 w Gdowie) – polski duchowny katolicki, misjonarz działający w Brazylii, biskup pomocniczy Rio de Janeiro od 2020.

## Życiorys
Urodził się 8 sierpnia 1969 w Gdowie, pochodzi natomiast z Rudnika (gmina Dobczyce). W latach 1988–1994 odbył formację w Wyższym Seminarium Duchownym Archidiecezji Krakowskiej, jednocześnie studiując na Papieskiej Akademii Teologicznej w Krakowie. W latach 1988–1990 studiował tam filozofię, a w latach 1990-1994 teologię, z której uzyskał magisterium. 8 maja 1993 został wyświęcony na diakona przez kardynała Franciszka Macharskiego, arcybiskupa metropolitę krakowskiego, który 14 maja 1994 w katedrze na Wawelu udzielił mu również święceń prezbiteratu.
W latach 1994–1998 był wikariuszem parafii Świętych Apostołów Piotra i Pawła w Bolechowicach, a następnie w latach 1998–2000 parafii Podwyższenia Krzyża Świętego w Krakowie-Kurdwanowie. W 2000 wyjechał do Brazylii, gdzie podjął działalność duszpasterską w Archidiecezji Rio de Janeiro. Tam w 2001 od kwietnia do lipca był wikariuszem parafii Matki Bożej Królowej Pokoju w Ipanemie, a następnie został przeniesiony do parafii św. Judy Tadeusza w Bangu, dzielnicy Rio de Janeiro. Początkowo pełnił w niej funkcję wikariusza, a w 2004 został mianowany jej proboszczem. W 2013 został mianowany proboszczem parafii São Pedro do Mar w innej dzielnicy, Recreio dos Bandeirantes. Pełnił również funkcję wikariusza biskupiego dla regionu Jacarepaguá w Rio de Janeiro.
4 grudnia 2019 papież Franciszek mianował go biskupem pomocniczym archidiecezji Rio de Janeiro oraz biskupem tytularnym Aulon. Święcenia biskupie przyjął 25 stycznia 2020 w katedrze św. Sebastiana w Rio de Janeiro. Głównym konsekratorem był kardynał Orani João Tempesta, arcybiskup metropolita Rio de Janeiro, a współkonsekratorami kardynał Stanisław Dziwisz, emerytowany arcybiskup metropolita krakowski oraz Roque Costa Souza, biskup pomocniczy Rio de Janeiro. Jako zawołanie biskupie przyjął słowa „Duc in altum” (Wypłyń na głębię).